# Río Truyère
El río Truyère es un río de Francia, afluente del río Lot por la derecha. Nace a 1.450 m sobre el nivel del mar, en el bosque de la Croix-de-Bor, en el departamento de Lozère. Desemboca en el Lot en Entraygues-sur-Truyère (Aveyron), tras un curso de 170 km. Tiene una superficie de cuenca de 3300 km².
Pasa por los departamentos de Lozère, Cantal y Aveyron. No hay grandes poblaciones en su curso.
En su curso presenta varias zonas de gargantas, como las Gorges de la Truyère (en Cantal y Aveyron), y también meandros, como el de la península de Laussac. Los fuertes desniveles del río se han aprovechado para la construcción de varios embalses hidroeléctricos, como Grandval, Sarrans, Barthe, Couesque y Cambeyrac. El viaducto ferroviario del Garabit (obra de Gustave Eiffel) cruza el río.

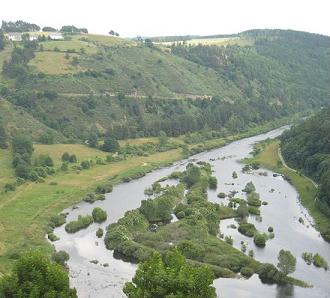
Una vista del valle del Truyere desde Chaliers
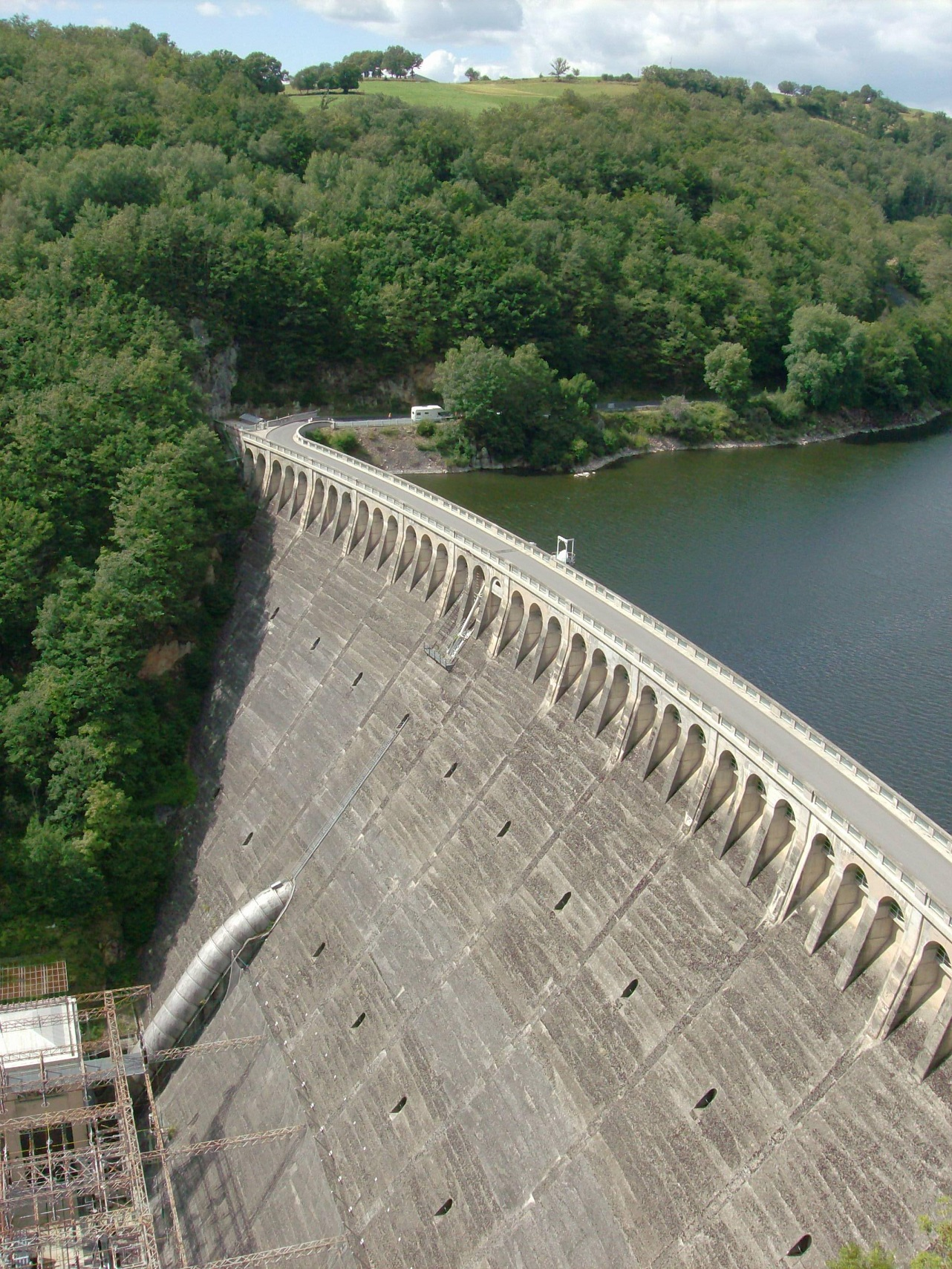
Embalse de Sarrans
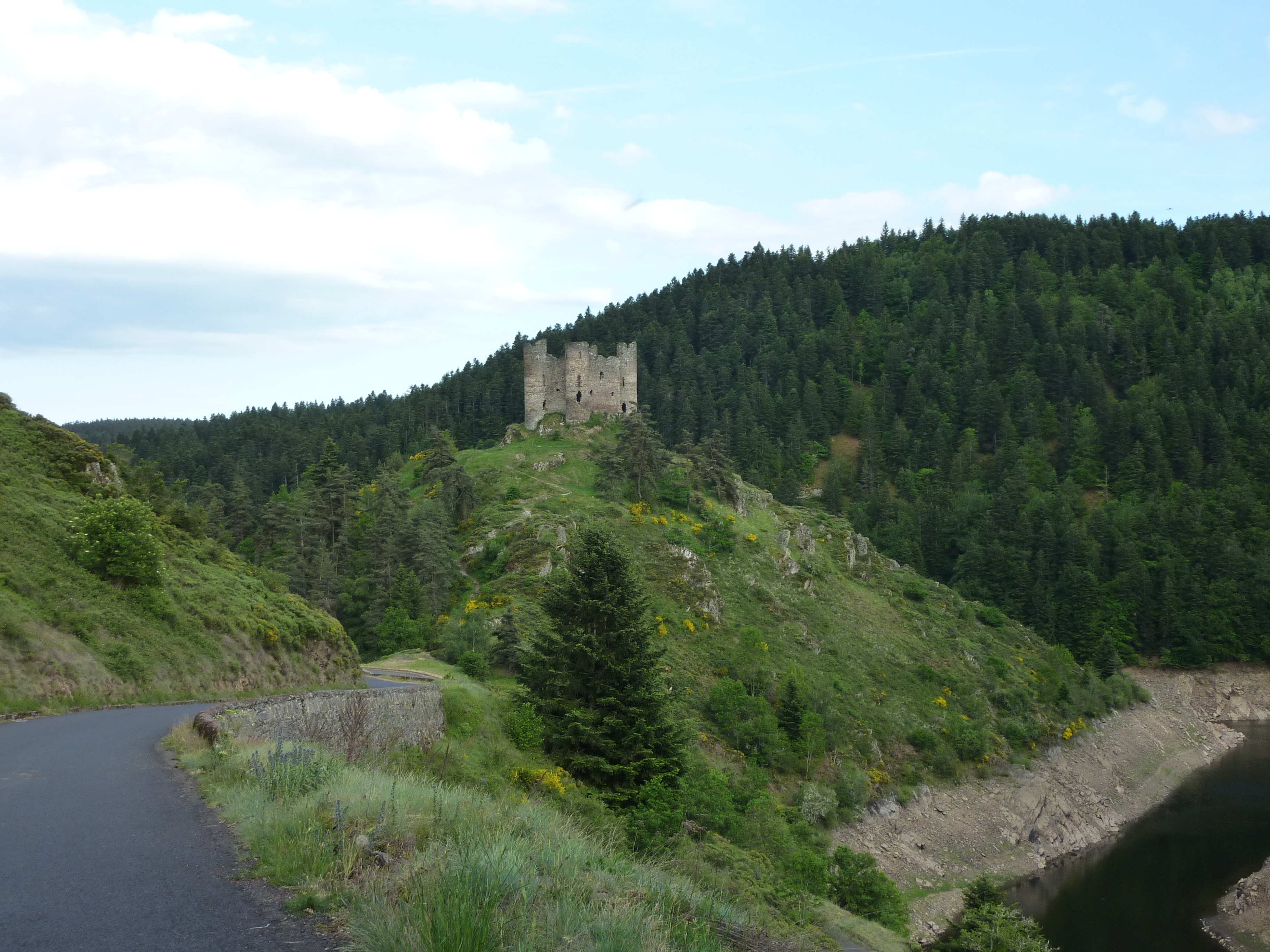
Castillo de Alleuze
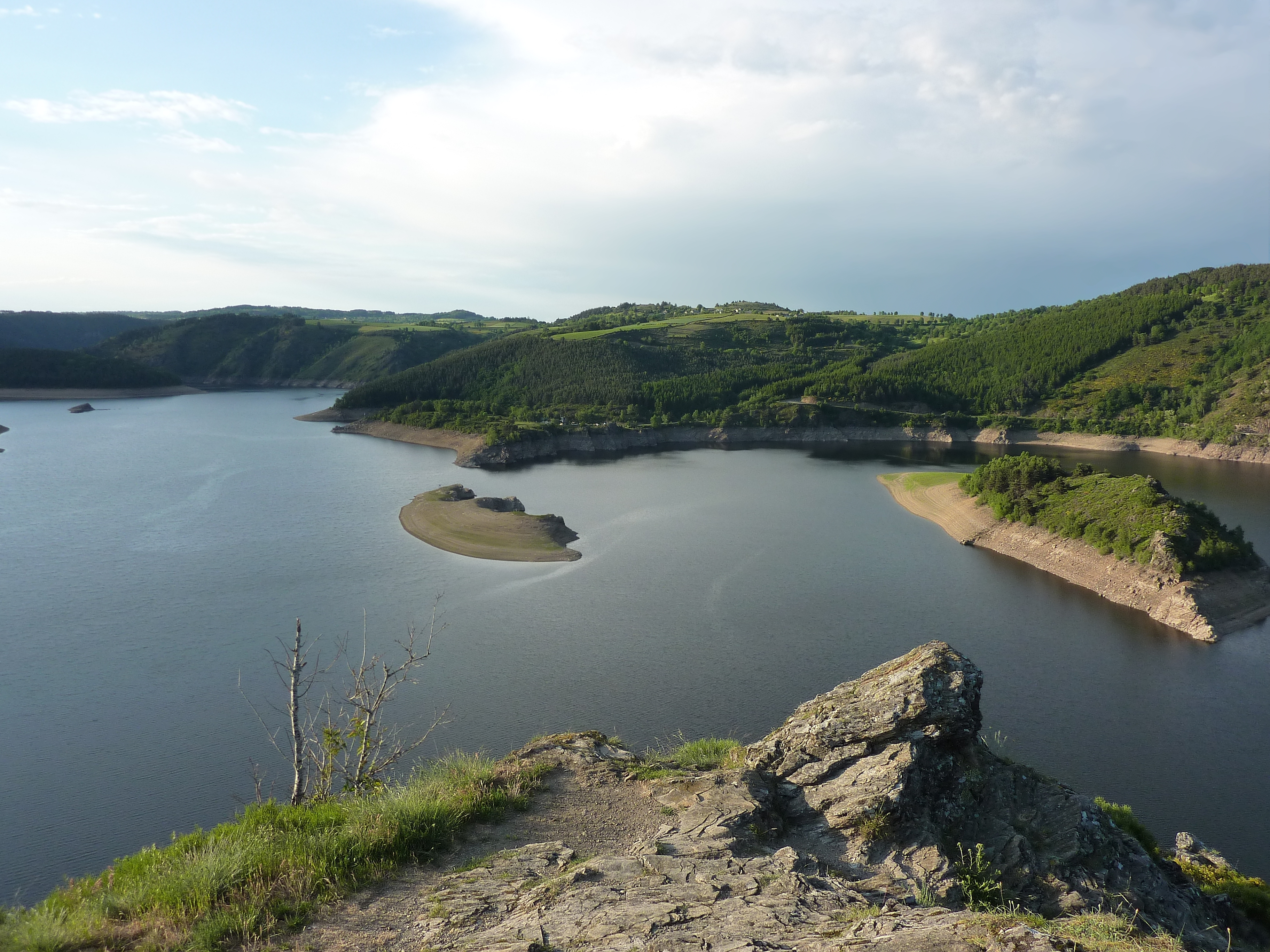
Lago de Grandval